# Lasso (jeu vidéo)
Pour les articles homonymes, voir Lasso.
lasso est un jeu vidéo développé et commercialisé par SNK en 1982 sur borne d'arcade.